# Jefferson County (New York)

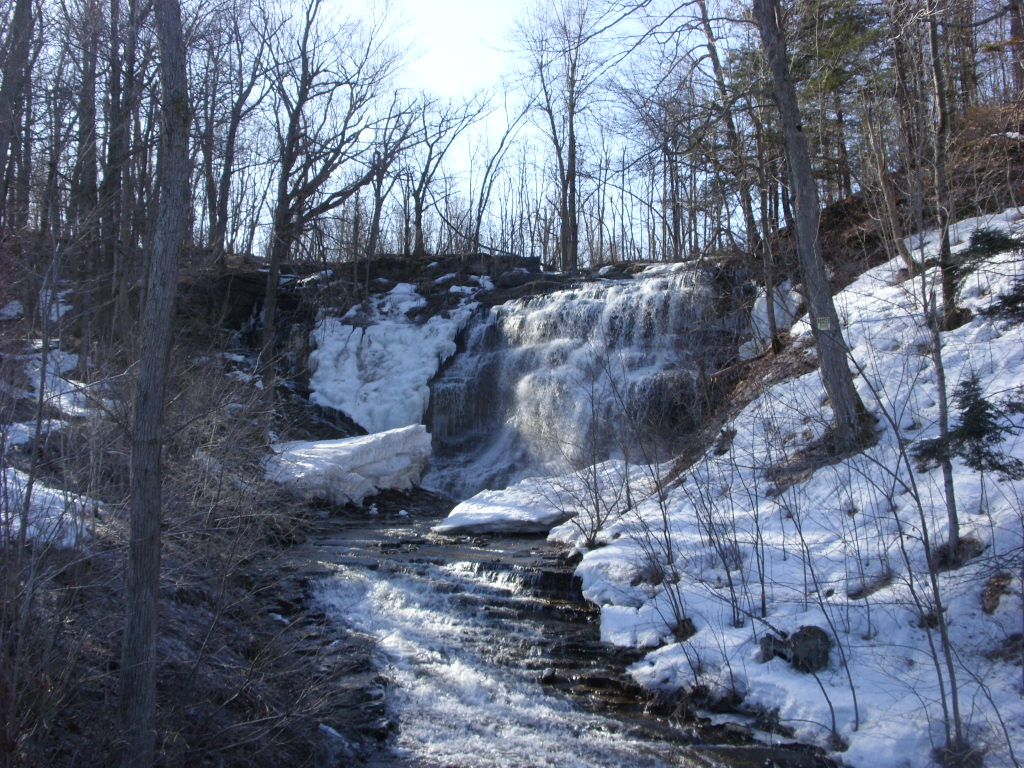
Winterzeit im Jefferson County

Jefferson County ist ein County im Bundesstaat New York der Vereinigten Staaten. Bei der Volkszählung im Jahr 2020 hatte das County 116.721 Einwohner und eine Bevölkerungsdichte von 35,5 Einwohnern pro Quadratkilometer. Der Verwaltungssitz (County Seat) ist Watertown.

## Geographie
Jefferson County liegt im Norden der USA an der Grenze zu Kanada am Ostufer des Ontariosees und am Ausfluss des Sankt-Lorenz-Stromes aus dem See. Zugleich bildet der Sankt-Lorenz-Strom auch die nördliche Begrenzung des Countys. Es bedeckt eine Fläche von 4.810,2 Quadratkilometern, wovon 1.524,5 Quadratkilometer Wasserfläche sind, die insbesondere den Ontariosee betreffen.
Das County wird vom Office of Management and Budget zu statistischen Zwecken als Watertown–Fort Drum, NY Metropolitan Statistical Area geführt.
Das Gelände des Countys ist weitgehend hügelig und stark bewaldet; aufgrund eiszeitlicher Prägung – der Bereich lag in der letzten Eiszeit unter einer Eisdecke –  sind viele langgestreckte Seen zu finden, die sich im Allgemeinen von Südwest nach Nordost erstrecken. Weite Bereiche des Hinterlandes des Sees sind flach und werden intensiv für die Landwirtschaft genutzt. Wichtige Flüsse sind der Black River, der in die Black River Bay des Ontariosees mündet, der Chaumont River, der in die Chaumont Bay, Teil der Three Miles Bay, entwässert, sowie der Oswegatchie River, einem rechten Nebenfluss des Sankt-Lorenz-Stromes. Im Ontariosee und im Ausfluss des Sankt-Lorenz-Stromes liegen eine Reihe von größtenteils flachen Inseln; im Strom sind sie zum Teil sehr klein und tragen den Sammelnamen Thousand Islands.

### Umliegende Gebiete
| Ontario (Kanada) | Ontario (Kanada) | St. Lawrence County |
| Ontariosee       |                  | Lewis County        |
| Ontariosee       | Oswego County    | Lewis County        |

## Geschichte
Das heutige Jefferson County ist aus einer Reihe von Unterteilungen der ursprünglichen, sehr großen Verwaltungsstruktur hervorgegangen, die bei steigenden Bevölkerungszahlen immer weiter unterteilt wurde (Albany, 1. November 1683; Tryon, 12. März 1772; Herkimer, 16. Januar 1791; Oneida, 15. März 1798). Es entstand aus einer Unterteilung von Oneida County am 28. März 1805 und wurde nach US-Präsident Thomas Jefferson benannt; ein erstes Treffen der Offiziellen fand am 1. Oktober des Jahres statt.
Ursprüngliche Bewohner des Landes waren zwei der fünf Nationen der Irokesen, die Oneida und die Onondaga, die das Land als Jagdgründe nutzten. Während der Frühphase der Kolonisierung Nordamerikas wurden etwa ab 1665 erste Kontakte zwischen Holländern, Franzosen und den Stämmen dokumentiert; kriegerische Kontakte trafen insbesondere die Franzosen, die Missionierungs-, Forschungs- und Eroberungsexkursionen in das Gebiet unternahmen. Ab etwa 1680 wurden die Handelsbeziehungen zu den Franzosen für die meisten involvierten Stämme wichtiger als der Kampf: Ein Fort bei Kingston wurde als befestigte Handelsstation nördlich des Sankt-Lorenz-Stromes errichtet, 1684 ein weiteres Handelsfort etwa 100 Kilometer weiter westlich, was in der Folge zu einer deutlichen Beruhigung der Lage führte. Nach der Verdrängung der Holländer durch die Briten und dem Britisch-Französischen Krieg (1754 bis 1763) wurden die Urbewohner endgültig in Richtung Norden und Westen verdrängt. 1788 traten die Oneidas das Gebiet in einem Vertrag an die weißen Siedler ab; dieser wurde bei einem weiteren Treffen zwischen Kolonisten und Stammesführern am 11. November 1794 durch die Regierung der Vereinigten Staaten bestätigt.
Ab 1786 wurden Landverkäufe an Siedler durch das neugegründete office of land commissioners durchgeführt. Am 22. Juni 1791 erstand Alexander Macomb für seine Firma ein gewaltiges Landstück, das heute als Macomb's Purchase bekannt ist. Es sollte erschlossen und an Siedler weiterverkauft werden. Diese Landfläche wurde in fünf Abschnitte unterteilt und nummeriert; Trakt 4 entsprach in Lage und Form weitgehend dem heutigen Jefferson County, umfasste aber auch einen Teil des Lewis County. Am 1. Mai 1798 erstand James Le Ray ein Gebiet von 10.000 acres, etwa 4000 Hektar, und begann mit der Errichtung einiger Siedlungen und Häfen, insbesondere entlang des Sankt-Lorenz-Stromes. Diese Siedlungen nannte er nach sich und den Namen seiner Familie; sie bestehen noch heute. Sein Sohn Vincent (nach dem der Ort Cape Vincent seinen Namen trägt) übernahm den Landbesitz seines Vaters am 31. Dezember 1823 und führte die Verkäufe an die Siedler weiter.
Durch seine Lage an der Verbindung der Großen Seen und der an ihnen aufblühenden Handelsschifffahrt und den großen Hafenstädten des Sankt-Lorenz-Fluss-Systems wurde Sackets Harbor zum einen zum Umschlaghafen für den Schiffsverkehr auf dem See und der Flussschifffahrt, ab 1818 zum anderen als Militärstützpunkt ausgebaut. Der Aufbau einer regelmäßigen Dampfschiff-Verbindung von Sackets Harbor aus den Sankt-Lorenz-Strom hinunter führte ab 1816 zum Aufblühen mehrerer, zum Teil neu gegründeter Siedlungen entlang dieser Route. Ab 1825 wurde der in Richtung New York führende Teil des bis dahin entstandenen Handelsverkehrs aber weitgehend durch den Eriekanal, ab etwa 1840 auch durch Eisenbahnlinien übernommen, die zwischen Buffalo und der Ostküste entstanden und den Umweg über den Ontario-See und den Champlain-See überflüssig machten. Dadurch blieb Jefferson County ein weitgehend landwirtschaftlich genutzter Landstrich. Nach dem Krieg von 1818 kam es auch zu keinen weiteren Militäraktionen zwischen Kanada und den USA, so dass auch keine großen Militärgelände errichtet wurden. Auch große Industrieansiedlungen blieben aus. Weder der Bürgerkrieg noch die Wirtschaftskrise nahmen daher wesentlichen Einfluss auf Bevölkerungs- und Wirtschaftsentwicklung des Landstrichs. Heute wird Jefferson County vorwiegend landwirtschaftlich genutzt; entlang des Sankt-Lorenz-Stromes, insbesondere im Bereich der Thousand Islands, ist aber auch der Tourismus ein wichtiger Wirtschaftszweig geworden.
Von der Corona-Pandemie ab Februar 2020 ist Jefferson County vergleichsweise gering betroffen. Mit Stand vom 6. Dezember 2020 waren 757 Erkrankungsfälle registriert, aber keine Todesfälle. Zum Vergleich: Im Bundesstaat New York waren zum gleichen Zeitpunkt 696.125 Erkrankungen und 28.209 Todesfälle im Zusammenhang mit der Corona-Pandemie bekannt.

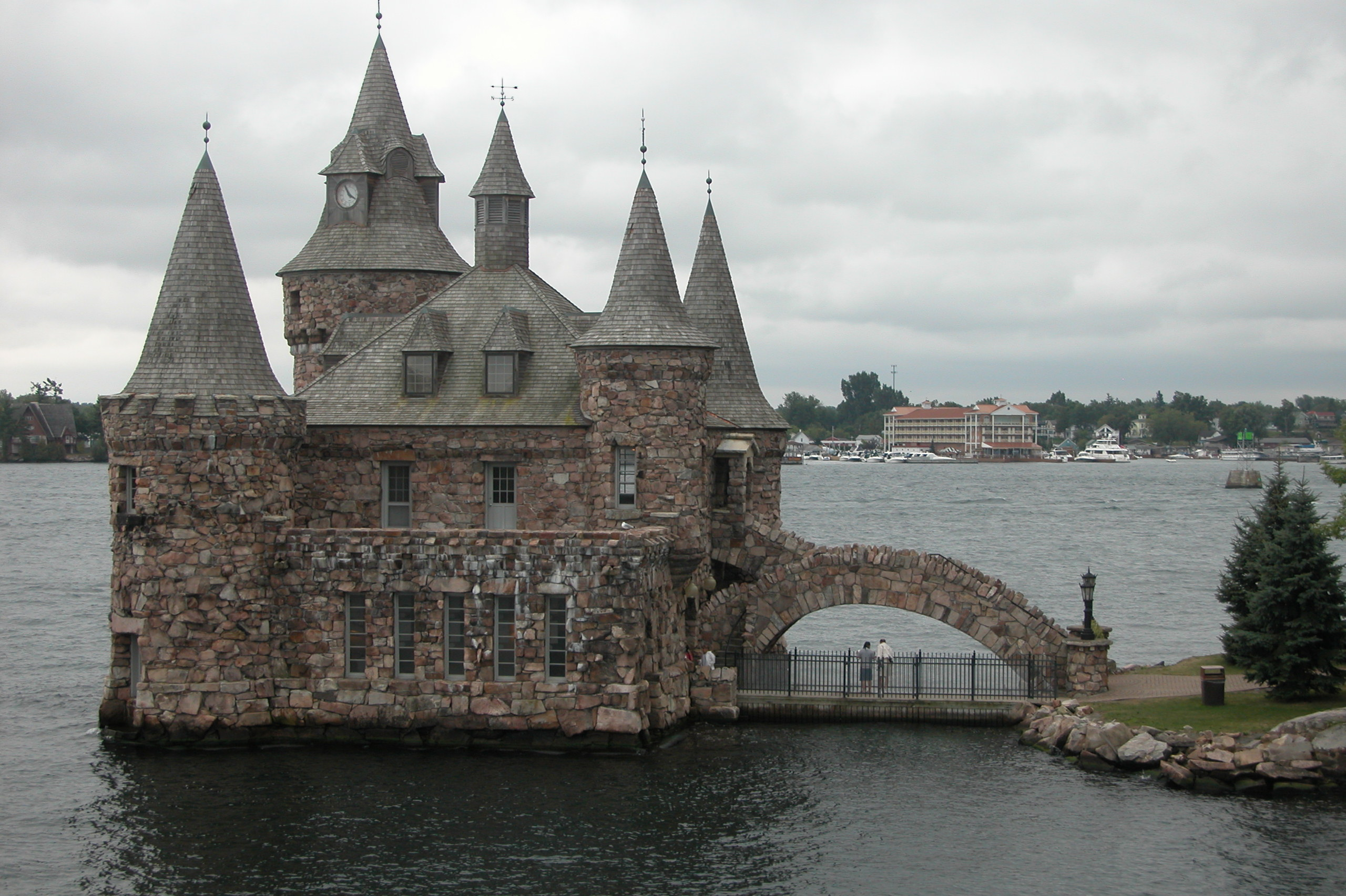
Historistisches Gebäude (2006) im Thousand Island Park Historic District, der im National Register of Historic Places verzeichnet ist.

143 Bauwerke und Stätten des Countys sind im National Register of Historic Places eingetragen (Stand 18. Februar 2018).

### Einwohnerentwicklung
| Jahr      | 1800    | 1810    | 1820    | 1830   | 1840   | 1850   | 1860   | 1870   | 1880   | 1890    |
| --------- | ------- | ------- | ------- | ------ | ------ | ------ | ------ | ------ | ------ | ------- |
| Einwohner | –       | 15.140  | 32.952  | 48.493 | 60.984 | 68.153 | 69.825 | 65.415 | 66.103 | 68.806  |
| Jahr      | 1900    | 1910    | 1920    | 1930   | 1940   | 1950   | 1960   | 1970   | 1980   | 1990    |
| Einwohner | 76.748  | 80.382  | 82.250  | 83.574 | 84.003 | 85.521 | 87.835 | 88.508 | 88.151 | 110.943 |
| Jahr      | 2000    | 2010    | 2020    | 2030   | 2040   | 2050   | 2060   | 2070   | 2080   | 2090    |
| Einwohner | 111.738 | 116.229 | 116.721 |        |        |        |        |        |        |         |

Die Grenzen von Jefferson County decken sich mit der Metropolregion Watertown–Fort Drum, so dass deren Einwohnerzahl der des Countys entspricht.

## Städte und Gemeinden
Zusätzlich zu den unten angeführten selbständigen Gemeinden gibt es im Jefferson County mehrere villages, die von den jeweils übergeordneten towns mitverwaltet werden. Dazu gehören das Touristenziel Alexandria Bay, der Hafen Sackets Harbor und die Militärbasis Fort Drum.
| Ortschaft      | Status | Einwohner (2010) | Gesamte Fläche [km²] | Landfläche [km²] | Bevölkerungsdichte [Einwohner / km²] | Gründung      | Besonderheit                                       |
| -------------- | ------ | ---------------- | -------------------- | ---------------- | ------------------------------------ | ------------- | -------------------------------------------------- |
| Adams          | town   | 5.143            | 109,9                | 109,5            | 47,0                                 | 1. Apr. 1802  |                                                    |
| Alexandria     | town   | 4.061            | 219,0                | 188,2            | 21,6                                 | 3. Apr. 1821  |                                                    |
| Antwerp        | town   | 1.846            | 280,8                | 274,6            | 6,7                                  | 5. Apr. 1810  |                                                    |
| Brownville     | town   | 6.263            | 172,1                | 153,2            | 40,9                                 | 1. Apr. 1802  |                                                    |
| Cape Vincent   | town   | 2.777            | 232,7                | 146,0            | 19,0                                 | 10. Apr. 1849 |                                                    |
| Champion       | town   | 4.494            | 117,0                | 114,4            | 39,3                                 | 14. März 1800 |                                                    |
| Clayton        | town   | 5.153            | 269,4                | 213,3            | 24,2                                 | 27. Apr. 1833 |                                                    |
| Ellisburg      | town   | 3.474            | 224,2                | 220,5            | 15,8                                 | 22. Feb. 1803 | ursprüngliche Schreibweise: Ellisburgh             |
| Henderson      | town   | 1.360            | 137,1                | 106,7            | 12,7                                 | 17. Feb. 1806 |                                                    |
| Hounsfield     | town   | 3.466            | 311,8                | 126,7            | 27,4                                 | 17. Feb. 1805 |                                                    |
| Le Ray         | town   | 21.782           | 191,7                | 190,7            | 114,2                                | 17. Feb. 1806 |                                                    |
| Lorraine       | town   | 1.037            | 101,0                | 101,0            | 10,3                                 | 21. März 1804 | Gründungsname Malta, umbenannt am 6. April 1808    |
| Lyme           | town   | 2.185            | 277,0                | 144,6            | 15,1                                 | 5. März 1818  |                                                    |
| Orleans        | town   | 2.789            | 202,1                | 185,0            | 15,1                                 | 3. Apr. 1821  |                                                    |
| Pamelia        | town   | 3.160            | 91,2                 | 87,6             | 36,1                                 | 12. Apr. 1890 |                                                    |
| Philadelphia   | town   | 1.947            | 97,4                 | 97,4             | 20,0                                 | 3. Apr. 1821  |                                                    |
| Rodman         | town   | 1.176            | 109,5                | 109,4            | 10,7                                 | 24. März 1804 | Gründungsname Harrison, umbenannt am 6. April 1808 |
| Rutland        | town   | 3.060            | 117,5                | 116,8            | 26,2                                 | 1. Apr. 1802  |                                                    |
| Theresa        | town   | 2.905            | 180,6                | 168,2            | 17,3                                 | 15. Apr. 1841 |                                                    |
| Watertown City | city   | 27.023           | 24,3                 | 23,4             | 1154,8                               | 8. Mai 1869   | County Seat                                        |
| Watertown Town | town   | 4.470            | 93,3                 | 93,0             | 48,1                                 | 14. März 1800 |                                                    |
| Wilna          | town   | 6.427            | 205,9                | 203,6            | 31,6                                 | 2. Apr. 1813  |                                                    |
| Worth          | town   | 231              | 112,2                | 111,9            | 2,1                                  | 12. Apr. 1848 |                                                    |